# Kvadrat (film)
Kvadrat (2013.) je dokumentarni dugometražni film koji je napisao, producirao i režirao Anatoly Ivanov. Film istražuje realnost techno DJinga, na primjeru ruskog DJa Andreya Pushkareva. Sniman kao hibrid između filma ceste i video spota, Kvadrat ne samo da ilustrira svečani ugođaj u techno noćnim klubovima, nego i otkriva manje poznatu stranu ove profesije. Sniman u Švicarskoj, Francuskoj, Mađarskoj, Rumunjskoj i Rusiji, film izostavlja tipične dokumentarne elemente: nema intervjua, napravljen je bez objašnjenja tj. voice-overa, te nema naracije, dajući tako prioritet zvuku techno glazbe, te ostavljajući detaljno tumačenje samom gledatelju.
Kvadrat se ističe sa svojim prepoznatljivim fotografijama u boji, zamračenom dizajnu zvuka, svojom pozornošću na detalje i nedostatku tradicionalne dramske strukture, te po svome postignuću unatoč vrlo niskom proračunu.

## Radnja
DJ Andrey Pushkarev budi se u svome stanu u Moskvi, pakira svoje gramofonske ploče i odlazi u zračnu luku Domodedovo, hvatajući let za Zurich. Pri dolasku, dočekan je od strane promotora Supermaket kluba. Nakon što je zaspao u hotelu, drsko ga budi zvuk alarma. Oblači se i odlazi na posao usred noći. Nakon završenog DJ seta, napušta klub da se vrati u Ženevu. Putujući, umjesto da se divi alpskom krajoliku, on spava.
Nakon kratkog posjeta prijatelju u Ženevi (u filmu nije prikazano kojeg je spola), uzima zrakoplov natrag za Moskvu. Andrey tako završava svoju prvu "petlju", odnosno “loop” koja se ponavlja s neznatnim varijacijama tijekom cijelog filma, služeći kao metafora o techno loopovima.
U svom stanu u Moskvi, nakon brzog odgovora na booking zahtjev putem Skype-a,  prolazi kroz svoju veliku zbirku techno ploča, te se priprema za svoj sljedeći nastup. Brzinski se brije i uzima taxi za željezničku stanicu, gdje sjeda na vlak za Sankt-Peterburg.
U Sankt-Peterburgu, vrijeme prije nastupa provodi kod prijatelja u stanu, preslušavajući pjesme na Beatportu. Nakon sumraka, odlazi u Barakobamabar, gdje će nastupati. U zoru, njegovi prijatelji ga prate na metro, jedan od njih jedva hoda od previše pića. Pushkarev tada uzima metro natrag do željezničke stanice, koristeći se kraticom kroz centar Sankt-Peterburga.
Ponovno u Moskvi, redatelj nas vraća se na početak priče, ponavljajući isti “loop”, gdje Andrey posjećuje svoje prijatelje. Dok ispija čaj, raspravlja o svome snu - o puštanju techno glazbe tijekom dana i težnji da približi način života u techno industriji, usklađujući ga sa zdravijim načinom života.
Nakon kraćeg puta s metroom, nastupa u Moskovskom klubu Mir, te nakon toga leti ponovno u Ženevu. Ondje uzima isti vlak kao što je to učinio prethodnog puta, samo u drugom smjeru, prema Oltenu preko Berna. Dočekan od strane promotora kluba, ide izravno u lokalni klub Terminus, gdje će tehnički problemi ugroziti njegov nastup. Technics SL-1210 gramofon odbija prebaciti brzinu reprodukcije od 45 okretaja na 33 okretaja. Umoran, Pushkarev uzima taksi do hotela, gdje provjerava svoje dolazne booking zahtjeve, putem prijenosnog računala.
U jutarnjim satima, uzima vlak za Lausanne, gdje hvata TGV do Pariza. Nakon nastupa u 4 Èlements baru, nastavlja svoj put prema Zurichu, gdje hvata let do Budimpešte preko Zürich.
Lokalna ekipa vozi ga iz Budimpešte do Kecelja, gdje svira u klubu Korona za veliku publiku. Spavjući u automobilu natrag do Budimpešte, propušta ukrašeni centar grada i ima samo par sati da spremi prtljagu u hotelu, prije ponovnog odlaska u zračnu luku, te opet započinje svoj “loop”.
Leti natrag u Zürich, gdje presjeda na let za Bukurešt.
Nakon što su ga pokupili na aerodromu, voze ga u Craiovu, gdje svira u klubu Krypton, bez imalo odmora.
Sljedeći dan, spava u automobilu tijekom ogromne snježne oluje 2012 godine, koja je bila jedna od najsmrtonosnijih u povijesti Rumunjske, da bi stigao u Cluj-Napoca u klub Midi. Ondje svira za ekstatičnu publiku. Na povratku iz kluba, budi se ponovno u istom BMV-u i ponovno se vozi kroz smrznuti krajolik.
Naposljetku, stiže na more, zuri u valove i zalazak sunca, te tiho odlazi, ostavljajući svoj kovčeg s pločama na plaži.

## Produkcija
Zbog proračunskih ograničenja, Anatoly Ivanov je djelovao kao pisac, ko-producent, redatelj, snimatelj, montažer, te inženjer zvuka.

### Razvoj
Anatolij Ivanov je formirao ideju za Kvadrat, nakon završetka improviziranog 30 minutnog kratkog Kantonskog filma u veljači 2011. godine, koji govori o privatnom događaju u borilačkim vještinama u Hong Kongu. Prilikom sastanka u redateljevom pariškom stanu, on predlože Andreyu Pushkarevu da snimi realan dokumentarac o djingu.
Anatoly Ivanov udružio se s Yuryem Rysevom za privatno financiranje projekta, te u početku pogrešno izračunavaju potreban budžet. Unatoč sitnom proračunu, te zahvaljujući svakome tko je volontirajući sudjelovao u projektu, bez ikakve financijske naknade, uspjeli su snimiti dokumentarac u pet zemalja uz drastično smanjenje troškova.

### Lokacije
Kvadrat je sniman isključivo na ovim lokacijama:
- Švicarska
  - Zurich
  - Geneva
  - Olten
- Francuska
  - Pariz
  - Marseille
- Mađarska
  - Budimpešta
  - Kecelj
- Rumunjska
  - Bukurešt
  - Craiova
  - Cluj-Napoca
- Rusija
  - Moskva
  - Sankt-Peterburg
  - Iževsk, Udmurtija
  - Votkinsk, Udmurtija
  - Stepanovo, Udmurtija

Te tijekom redovitih letova SWISSa i Izhavia, putovanja vlakom od strane SBB CFF FFS, RZD, te tijekom javnog prijevoza u Ženevi TPG, Sankt Peterburg Metrou i Moskva Metrou.

### Kinematografija
Fotografiranje je započelo 27. kolovoza 2011, a završava 16. srpnja 2012, trajalo je 55 dana (ako se broji dane kada je snimala kamera).
Film je snimljen u kuglastom 1080p HD formatu pomoću par Canon 1D Mark IV kamera, te sa samo dvije Canon objektive.
Anatoy Ivanov je bio jedina ekipa za snimanje videozapisa i snimanje zvuka za film, te je sam nosio svu opremu. Izbjegavao je korištenje dolly, dizalice, dohvatnika, steadicama, stativa, klizača i auto nosača. Pri snimanju Kvadrata nije korištena dodatna rasvjeta.

### Montaža i postprodukcija
Montaža je rađeno u Final Cut Pro X, a postprodukcija je započeta odmah nakon snimanje filma. Trajalo je godinu dana u Ženevi, zbog tehničkih problema, kao što su uklanjanje piksela sa snimaka kamera i neodgovarajućeg računalnog hardvera (2011 MacBook Pro i par Sony MDR7506 slušalica).

### Glazba
Film sadrži 35 pjesama koje je svirao DJ Pushkarev, predstavljajući različite podžanrove techno glazbe, od deep housea do dub techna, sve do minimal techna i electra:
1. “Abyss” by Manoo – Deeply Rooted House, 2008
2. “Direct” by Kris Wadsworth – NRK Sound Division, 2009
3. “La Grippe (Helly Larson Remix)” by George Soliis – Wasabi, 2011
4. “Air” by Havantepe – Styrax Leaves, 2007
5. “Mauna Loa” by Mick Rubin – Musik Gewinnt Freunde, 2009
6. “Soul Sounds (Freestyle Man Original Dope Remix)” by Sasse – Moodmusic, 2005
7. “Tammer (David Duriez Remix From Da Vault)” by Phonogenic – 20:20 Vision, 2000
8. “Track B1” by Slowhouse Two – Slowhouse Recordings, 2008
9. “Post” by Claro Intelecto – Modern Love, 2011
10. “Acid Face” by Scott Findley – Iron Box Music, 2003
11. “Warriors” by Two Armadillos – Secretsundaze Music, 2007
12. “Grand Theft Vinyl (JV Mix)” by Green Thumb vs JV – So Sound Recordings, 2004
13. “Tobacco (Alveol Mix)” by Kiano Below Bangkok – Only Good Shit Records, 2011
14. “When The Dark Calls” by Pop Out and Play – Alola, 2001
15. “Circular Motion (Vivid)” by Christian Linder – Phono Elements, 2002
16. “Blacktro (Demo 1)” by Jerome Sydenham and Joe Claussell – UK Promotions, 2007
17. “Green Man” by Mr. Bizz – Deepindub.org, 2008
18. “Tahiti” by Ben Rourke – Stuga Musik, 2011
19. “Willpower” by Joshua Collins – Prolekult, 2002
20. “Lullaby For Rastko (Herb LF Remix)” by Petkovski – Farside, 2011
21. “Agape Dub” by Luke Hess – Modelisme Records, 2009
22. “Glacial Valley” by Makam – Pariter, 2011
23. “The Time” by Vizar – Jato Unit Analog, 2011
24. “Libido” by Sean Palm and Charlie Mo – Railyard Recordings, 2008
25. “Ahck (Jichael Mackson Remix)” by Minilogue – Wir, 2007
26. “Altered State (Artificial Remix)” by Jason Vasilas – Tangent Beats, 2004
27. “Modern Times (Dub Mix)” by Hatikvah – Baalsaal, 2009
28. “That Day (Loudeast Black Label Remix)” by DJ Grobas – Thrasher Home Recordings, 2004
29. “The Hills (John Selway Dub)” by Filippo Mancinelli and Allen May – Darkroom Dubs, 2011
30. “Running Man” by Petar Dundov – Music Man Records, 2007
31. “Ice” by Monolake – Imbalance Computer Music, 2000
32. “Lucky Punch” by Peter Dildo – Trackdown Records, 2006
33. “Live Jam 1” by Rhauder – Polymorph, 2011
34. “Can U Hear Shapes?” by Pop Out and Play – Alola, 2001
35. “Be No-One” by Charles Webster – Statra Recordings, 2001

## Teme
Osim očitih scena DJ posla, viđenih u jednom noćnom klubu, Kvadrat istražuje manje poznate teme, od DJ putovanja, umora, nedostatka sna, samouništenja, apsurda, osamljenosti, svrhe umjetnosti i stereotipa umjetnika.

## Žanr
Anatoy Ivanov je kombinirao žanrove filma ceste i glazbenog video spota, stvarajući suvremeni techno mjuzikl bez puno dijaloga. On namjerno nanosi estetiku igranog filma i uklanja dokumentarne klišeje kako bi se postigla nova kategorija, čiji rezultat nalazimo između fikcije i dokumentarnog žanra. Drugim riječima, dokumentarc koji pomoću tehnika fikcije dočarava izložbu, metaforu i simboliku, te izražava ideje, izaziva emocije i postavlja pitanja implicitno, umjesto eksplicitno naratora i organizirnih intervjua.

## Izdanje
Film je prvo tiho izdan u kvaliteti 720p na Vimeu, 17. listopada 2013, s engleskim, francuskim i ruskim titlovima, a ubrzo je sakupio 53 000 prikaza (od rujna 2014). U kinu je premijerno prikazan kao 2K DCP tijekom "Kommt zusammen" festivala u Rostocku, u Njemačkoj, 18. travnja 2014.

## Prijem
Javnost i novinari su iznenađeni skriveni izdanja, bez ikakve marketinške kampanje.
Recenzijama je pohvljena estetska atmosfera, te muzikalna i meditativna kvaliteta filma, kaoi njegova realizam, te odluka da se odreknu tradicionalnih intervjua kao i usvajanjima inovativnog uređivanja filma.

## Vanjske poveznice
- Službena stranica
- Kvadrat u internetskoj bazi filmova IMDb-a